# Miura Chora
Miura Chora (japanisch 三浦 樗良; geboren 23. Mai 1729 in Toba (Provinz Shima); gestorben 4. September 1780 in Yamada (Provinz Ise)) war ein japanischer Haiku-Poet der mittleren Edo-Zeit.

## Leben und Wirken

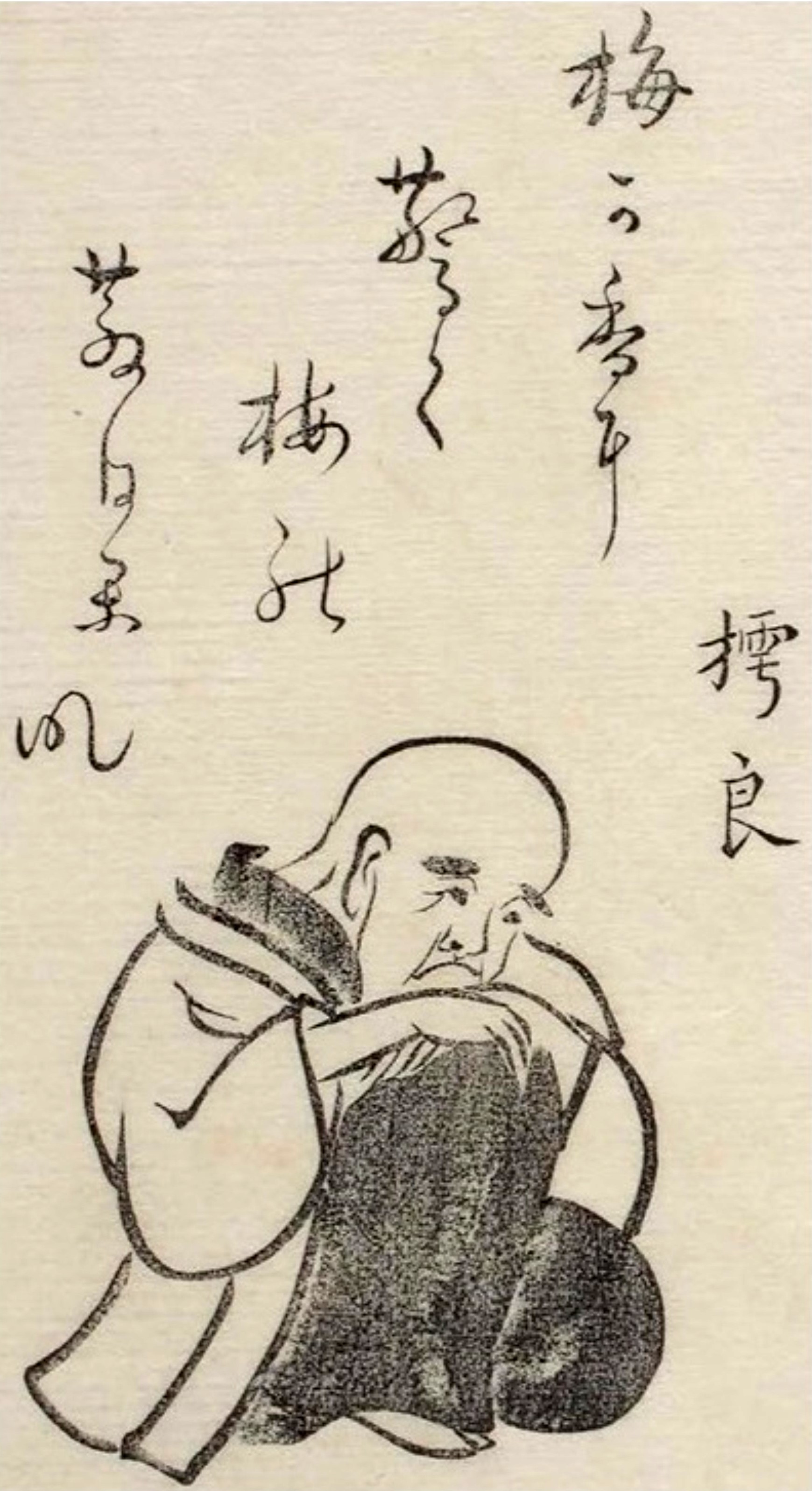
Haiku, Kalligraphie

Miura Chora führte den Spitznamen (冬卿), wurde gewöhnlich Kambei (勘兵衛) gerufen. Ein weiterer „Gō“ neben Chora was Muian (無為庵). Er zog als Junge mit seinem Vater nach Yamada in der Provinz Ise. Als er älter wurde, verfolgte er eine Karriere als Haiku-Dichter, verbrachte jedoch die letzten 20 Jahre seines Lebens größtenteils auf Reisen.
Miura lebte auch eine Zeit lang in Kyōto und war mit dem Dichter Yosa Buson (1716–1784) befreundet. Obwohl er eine reine und sensible Persönlichkeit war, fehlte ihm die Fähigkeit, ein geregeltes Leben zu führen. Eine Zeit lang lebte er mit seiner Frau ein Wanderleben in Armut und ließ sich schließlich in Yamada nieder. Obwohl sein Leben kein friedliches war, hinterließ er eine Reihe von Gedichte, die eine ruhige Lyrik ausstrahlen. Seine Haiku-Kalligraphien (俳画, Haiga) versah er manchmal mit sich als skizzierte Figur. Er gilt als einer der repräsentativsten Haiku-Dichter der durch Matsuo Bashō (1644–1694) geprägten Stilrichtung.
Zu Miuras verfassten Werken gehören unter anderem „Waga Io“ (我庵) – „Meine Klause“ und „Toshi no O“ (年の尾) – „Am Ende des Jahres“. Sein posthumer Name ist Genchū (玄仲).